# Teresa Leger Fernandez
Teresa Leger Fernandez (Las Vegas, 1º luglio 1959) è una politica statunitense, membro della Camera dei Rappresentanti per lo stato del Nuovo Messico dal 2021.

## Biografia
Figlia del politico Ray Leger, che fu membro del Senato del Nuovo Messico, Teresa Leger studiò presso l'Università Yale e l'Università di Stanford, laureandosi in giurisprudenza ed intraprendendo la professione di avvocato. Successivamente si sposò con Luis Fernandez e divenne madre di tre figli.
Entrata in politica con il Partito Democratico, operò alla Casa Bianca durante le amministrazioni Clinton ed Obama.
Nel 2020 annunciò la propria candidatura alla Camera dei Rappresentanti per il seggio lasciato da Ben R. Luján, candidatosi al Senato. Nelle primarie democratiche la Leger Fernandez affrontò e sconfisse Valerie Plame, l'ex agente segreta coinvolta nel CIA-gate. Dopo aver ottenuto il sostegno pubblico di alcuni politici e associazioni progressiste, nelle elezioni generali di novembre, riuscì a prevalere sull'avversaria repubblicana e fu eletta deputata.